# Simulator (forlystelse)
 Der er for få eller ingen kildehenvisninger i denne artikel, hvilket er et problem. Du kan hjælpe ved at angive troværdige kilder til de påstande, som fremføres i artiklen.

En simulator er en maskine, som man sidder indeni. Den skaber effekten/følelsen af at være i en bevægende genstand. F.eks. kan en rutschebane simuleres ved at bruge en projektionsskærm foran sæderne, man sidder i. Hele rummet styres og flyttes rundt hydraulisk. Dette skaber en falsk tyngdekraft. Rummet kan også både rotere, rulle og blive kastet. Denne kombination narrer hjernen til at tro, at kroppen befinder sig på et flyvende eller kørende objekter, som i virkeligheden står fast. Denne erfaring kan resultere i køresyge.